# Schildola bivirga
Schildola bivirga är en insektsart som beskrevs av Godoy et Nielson 2000. Schildola bivirga ingår i släktet Schildola och familjen dvärgstritar. Inga underarter finns listade i Catalogue of Life.